# Vailoa
Vailoa is een plaats in Samoa en is de hoofdplaats van het district Palauli op het eiland Savai'i.
In 2006 telde Vailoa 725 inwoners.